# Amale
Amale Dib (nacida el 19 de junio de 1993) es una luchadora profesional francesa, conocida por su breve paso por WWE donde trabajaba para la marca NXT UK, siendo la primera mujer francesa en firmar con dicha empresa. 
Amale también es reconocida por su participación el circuito independiente europeo, específicamente por sus apariciones para promocionar la lucha libre profesional alemana en la organización Westside Xtreme Wrestling (wXw), donde es la actual campeona femenina.

## Carrera

### Circuito independiente (2012)
Amale debutó el 7 de enero de 2012 en Francia en la empresa Tigers Pro Wrestling. Desde entonces, ha luchado para múltiples organizaciones de lucha libre independiente.

### Westside Xtreme Wrestling (2019)
Amale es la actual campeona femenina de wXw en su primer reinado, desde que se hacía con el título el 6 de enero de 2019. Derrotó a Killer Kelly, Toni Storm y Valkyrie en Superstars of Wrestling para ganar el título.

### NXT UK (2020-2022)
Antes de firmar con WWE, Amale luchó en NXT UK varias veces, enfrentándose a luchadoras como Aoife Valkyrie, Dani Luna, Jinny y Xia Brookside. 

## Vida personal
De ascendencia marroquí, antes de dedicarse exclusivamente a la lucha profesional, Amale era maestra de escuela, trabajo que compaginaba con su faceta de luchadora.

## Campeonatos y logros

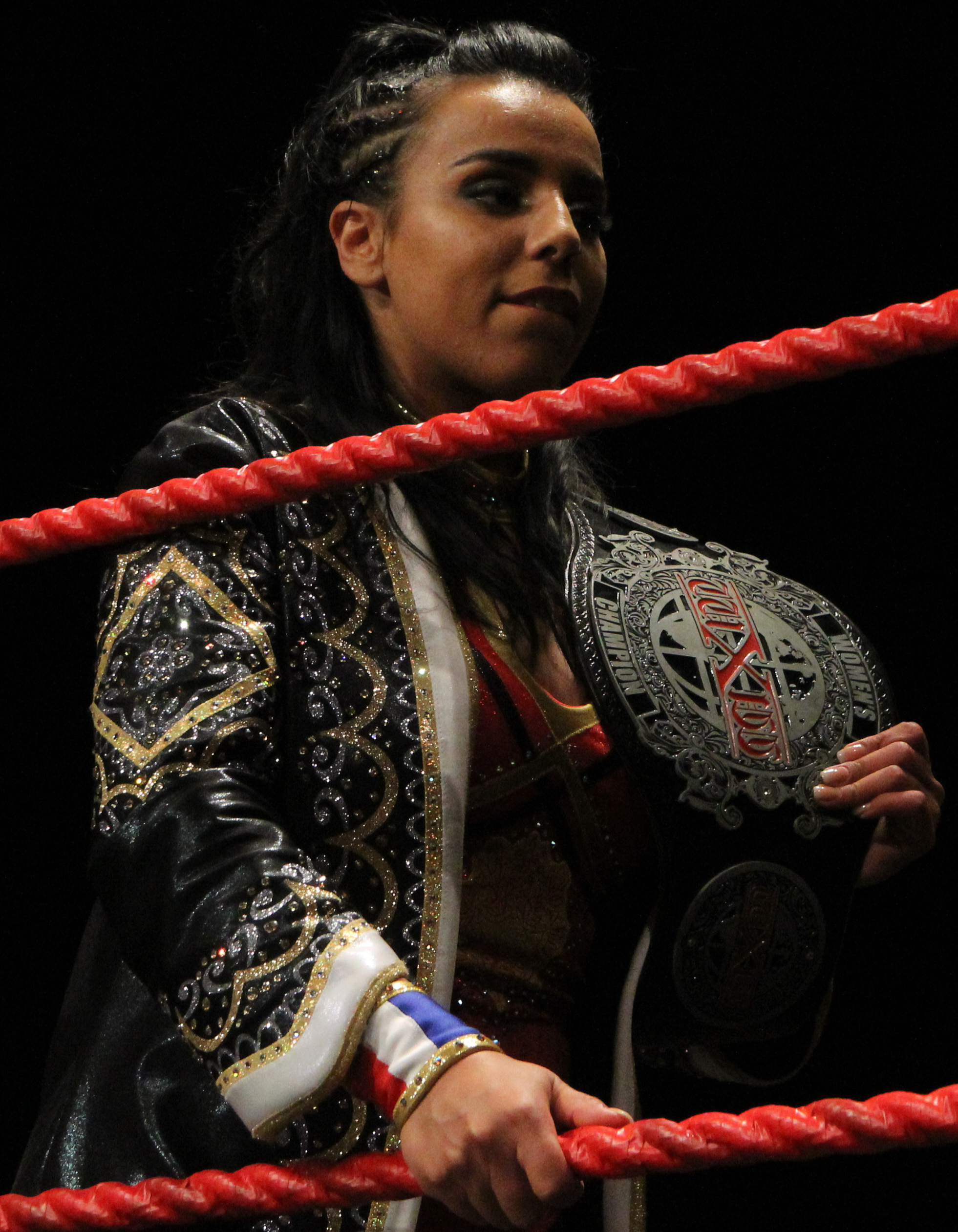

- Westside Xtreme Wrestling
  - wXw Women's Championship (1 vez)[1]